# クバーニ・ソビエト共和国

クバーニ・ソビエト共和国
Кубанская Советская Республика

クバーニ・ソビエト共和国はロシア・ソビエト連邦社会主義共和国が北カフカースに建国した国家。1918年4月13日にクバーニ人民共和国に反して誕生した。クバン全土が含まれていた。首都はエカテリノダール。
クバーニ人民共和国はタタールの政権であったために、農民はソビエト側に付いた。
1918年5月30日には黒海ソビエト共和国と合併させられ、クバーニ＝黒海ソビエト共和国に改組された。